# 엑소시스트 3
《엑소시스트 3》(William Peter Blatty's The Exorcist III)는 미국에서 제작된 윌리엄 피터 블래티 감독의 1990년 공포, 미스터리, 스릴러, 드라마 영화이다. 조지 C. 스콧 등이 주연으로 출연하였고 카터 드 해븐 등이 제작에 참여하였다.

## 출연

### 주연
- 조지 C. 스콧

### 조연
- 에드 플랜더스
- 브래드 듀리프
- 스콧 윌슨
- 낸시 피시
- 니콜 윌리엄슨
- 제이슨 밀러

## 기타
- 원작자: 윌리엄 피터 블래티
- 미술: 레슬리 딜리
- 배역: 샐리 데니슨
- 배역: 줄리 셀저
- 배역: 루 디기에모